# Чоудхури, Мизанур
Мизанур Рахман Чоудхури (бенг. মিজানুর রহমান চৌধুরী; 19 октября 1928, Чандпур, Британская Индия — 2 февраля 2006, Дакка) — политический деятель Бангладеш. Занимал должность премьер-министра Бангладеш с 9 июля 1986 по 27 марта 1988 года.

## Биография
Родился в округе Чандпуре, на территории современного Бангладеш. В колледже стал заниматься политической деятельности. Его отцом был Мухаммад Хафиз Чоудхури, а матерью — Махмуда Чоудхури. Посещал среднюю школу в Нурия Хайт Медреса, а в 1952 году окончил колледж Фени. Затем работал директором средней школы Бамни Ноакхалинского округа. Также был выбран в провинциальную комиссию по государственной службе. Возглавил Нурия Хайт Медреса в Чандпуре и работал там учителем английского языка после ухода с государственной службы.
В 1944 году вошёл в политику, вступив во Всебенгальскую мусульманскую студенческую лигу. В 1945 году был избран председателем окружного подразделения в Комилле Всеиндийской мусульманской студенческой лиги. В 1946 году был назначен капитаном добровольческого корпуса мусульманской лиги. В 1948 году был избран генеральным секретарём союза студентов Чандпурской мусульманской лиги, а два года спустя стал генеральным секретарём союза студентов колледжа Фени. В 1952 году присоединился к движению за государственный статус бенгальского языка.
В 1959 году был избран заместителем председателя муниципалитета Чандпур. В 1962 году был избран в Национальную ассамблею Пакистана. В декабре 1964 года был арестован на основании постановления о государственной безопасности Пакистана. Освобождён перед выборами в Национальную ассамблею и переизбран в 1965 году. В 1966 году был избран на должность организационного секретаря восточно-пакистанской лиги Авами, а позже стал исполняющим обязанности генерального секретаря. Стал одним из организаторов Движения из шести пунктов. 22 июня 1966 года был арестован властями Пакистана. В 1967 году освобождён решением Верховного суда Пакистана. В 1968 году был назначен функционером Объединённой оппозиционной партии. В 1969 году участвовал в организации Дня массового восстания.
В 1971 году участвовал в войне за независимость Бангладеш, выступая за независимость от Пакистана. Отправился с Абдулом Малеком Укилом в Агарталу, Индия, чтобы организовать партию Авами лиг во время войны. В 1972 году стал первым министром информации и радио после обретения Бангладеш независимости. В 1973 году был избран в Национальную ассамблею Бангладеш и стал министром реабилитации. В 1979 году был переизбран в Национальную ассамблею. В 1985 году стал министром почты и телеграфа. В 1986 году снова переизбран в Национальную ассамблею. 8 июля 1986 года был назначен премьер-министром в кабинете президента Хуссейна Мохаммада Эршада. 27 марта 1988 года окончился срок его полномочий премьер-министра. В 1988 году переизбран в Национальную ассамблею и снова в 1991 году. Вернулся в Авами лиг в 2001 году, где состоял до конца своей жизни.
Умер в Дакке в феврале 2006 года в больнице Бирдем.